# Île de Yanggak
L'île de Yanggak, sur le fleuve Taedong, représente le plus ancien lieu de peuplement de Pyongyang, actuelle capitale de la république populaire démocratique de Corée. Une cité s'est développée dans le sud de l'île il y a 2000 ans.
L'île abrite aujourd'hui l'un des deux hôtels internationaux de Pyongyang, l'hôtel Yanggakdo, inauguré en 1995, haut de 47 étages. Un complexe cinématographique, un stade de football et un golf sont également installés dans l'île.